# Pagar Banyu (Kedurang Ilir)
Pagar Banyu is een bestuurslaag in het regentschap Bengkulu Selatan van de provincie Bengkulu, Indonesië. Pagar Banyu telt 293 inwoners (volkstelling 2010).